# Stazione di Pertengo
La stazione di Pertengo è una stazione ferroviaria posta sulla linea Vercelli-Casale Monferrato che fino al 2013 serviva il centro abitato di Pertengo.

## Storia
L'impianto fu inaugurato il 22 marzo 1857 ad opera della Società per la Strada Ferrata da Vercelli a Valenza.
Il 18 luglio 1958, con il completamento dell'opera, all'esercente subentro la Società Vittorio Emanuele che a sua volta venne sostituita, in seguito alla legge di riordino del settore prolungata il 14 maggio 1865, dalla Società delle Strade Ferrate dell'Alta Italia (SFAI). Nuovi passaggi di consegne si ebbero nel 1885, in seguito alla legge del 27 aprile 1885 (cosiddette "convenzioni Baccarini") con il subentro della Società per le Strade Ferrate del Mediterraneo, i cui servizi eserciti dalla Rete Mediterranea e nel 1905 quello delle neocostituite Ferrovie dello Stato.
In occasione dell'esteso programma di ammodernamenti condotto dalla Regione Piemonte negli anni novanta, la stazione ricevette un Apparato Centrale Elettrico a Itinerari inserito nel Dirigente Centrale Operativo della linea per Chivasso.
Nella notte fra il 14 e il 15 ottobre 2000 un'alluvione colpì numerose linee ferroviarie del Piemonte, e la piena del Po comportò fra le altre l'interruzione della Vercelli-Casale; la ripresa della circolazione avvenne solo il 27 dicembre successivo.
La pesante situazione economico-finanziaria della Regione Piemonte, che a differenza della confinante Lombardia non intese avviare un programma di valorizzazione del trasporto su ferro, indusse la stessa a sospendere i contratti di servizio su numerose linee secondarie di propria competenza, decretando la sospensione dello stesso anche sulla Vercelli-Casale, a partire dal 14 giugno 2013, privando dunque la stazione di ogni tipo di traffico.